# Enfants d'Israël
L’expression « enfants d'Israël » (hébreu : בני ישראל, B’neï Yisraēl) est l’une des appellations les plus fréquemment employées dans la Torah pour désigner les Israélites, c'est-à-dire ceux qui descendent du patriarche Jacob, renommé Israël (« Dieu a combattu à ses côtés »). On les appelle aussi Hébreux.  
Le terme d’« enfants d’Israël » ne se confond pas avec celui de « citoyens d’Israël » : Israël désigne, dans la seconde expression, un état moderne, fondé en 1948, dont les citoyens sont les Israéliens et non les Israélites. Bien que fondé par des Juifs avec pour vocation d’être un État juif, tous ses citoyens ne sont pas juifs — certains sont musulmans, d’autres chrétiens, bouddhistes ou athées, voire agnostiques et théistes — et forment environ 25 % de la population nationale. De plus, bien que nombre de Juifs ressentent une affinité très forte avec ce pays en tant que Terre sainte, ils n’en sont pas tous citoyens.

## Dans la tradition juive

### Les douze progéniteurs des tribus d’Israël
À l’origine, les enfants d’Israël sont les douze fils de Jacob - appelé Israël après avoir combattu « l'ange et les hommes » -, ce patriarche dont descendront les Douze Tribus  : Ruben, Simeon, Levi, Judah, Dan, Nephtali, Gad, Asher, Issachar, Zebulon, Joseph, Benjamin. La Torah les appelle tantôt « enfants de Jacob », tantôt « enfants d’Israël ». Après leur arrivée dans le pays de Goshen (Égypte septentrionale) que leur a assigné le pharaon d’Égypte, dont l’un d’entre eux, Joseph, est le premier ministre, leurs descendants se multiplient prodigieusement. Eux aussi sont appelés « Enfants d’Israël ».
Selon un midrash (exégèse), Jacob est le plus grand des trois patriarches (Abraham, Isaac, Jacob), car lui seul a pu engendrer une famille dont tous les membres sont vertueux. Le plus ancien de ces trois patriarches, Abraham est père de ses deux fils Isaac (Itzhaq en hébreu, qui signifie « Il rira ») et Ismaël (qui signifie « Dieu a entendu »). Le fils Isaac donne naissance à Jacob et Ésaü, ce dernier devient un chasseur et le restera toute sa vie. Il vend aussi son droit d’aînesse en échange d’un plat de lentilles rouges (« edom ») à son cadet Jacob, qui deviendra le patriarche de la nation juive.

### Exode et au-delà
Dans le Livre de l’Exode, les Israélites (les Juifs) sont constamment appelés « Enfants d’Israël », notamment lorsque Dieu parle à Moïse.
Après l’éclatement de la monarchie unifiée, le royaume méridional fut connu comme le royaume de Juda, tandis que le royaume septentrional (qui comprenait le territoire de dix des douze tribus) préservait l’appellation de royaume d’Israël ; leurs habitants étaient les Israélites. Toutefois, « Israël » continuait également à désigner les douze tribus juives puis leur descendance.
Par extension, l'expression « enfants d'Israël » désignera les juifs dans leur ensemble.

## Christianisme
Dans l'évangile attribué à Matthieu, Jésus déclare n'être venu « que pour les brebis perdues de la maison d'Israël ». 

À partir du IIe siècle, la « grande Église » chrétienne revendique être le « nouvel Israël » ou le « véritable Israël » (verus Israel), censé remplacer les « Enfants d’Israël ». Le premier témoin littéraire se trouve chez Justin de Naplouse. Cette doctrine s'appelle le supersessionisme, ou encore la « théologie de la substitution ».

## Islam
L’expression « Enfants d’Israël » revient très fréquemment dans le Coran sous la forme de « Banu Israil » pour désigner la descendance de Ya'qoub (يعقوب, Jacob), fils d'Ishaq (Isaac).Modèle:Joseph = يوسف

## Autres occurrences
- Il existe un groupe ethno-religieux en Afghanistan qui se dénomme Bnei Israel ou Bani Israel (Enfants d'Israël), comme les Juifs. Ce groupe est appelé en français Pashtoun. Certains Pashtounes disent descendre de patriarches des « dix tribus perdues » du royaume d’Israël déportées par les Assyriens.
- Les Falashas se dénomment Bétä Esraél (Maison d'Israël). Depuis leur immigration en Israël, ils sont de plus en plus souvent appelés Juifs éthiopiens.
- Une des trois mouvances rastafari en Jamaïque porte le nom de Twelve Tribes of Israel, c’est-à-dire les Douze Tribus d’Israël (les deux autres mouvances étant les Nyahbinghi et les Bobo Dread).